# Stade du 4-Août
Pour les articles homonymes, voir Quatre-Août.
Le stade du 4-Août, ou stade du Quatre-Août ou stade du 4-Août-1983, est un stade multifonction situé à Ouagadougou au Burkina Faso. D'une capacité de 29 800 places, il est principalement utilisé par le club de football de l'Étoile Filante de Ouagadougou et par l'équipe du Burkina Faso de football lorsque celle-ci joue à domicile.

## Histoire
Le stade est construit par la Chine, les travaux débutent en 1981 et il est inauguré le 18 juillet 1984. Le stade est nommé en hommage à la Première révolution burkinabé, du 4 août 1983. En 1996, le stade fait l'objet de travaux de rénovation dans l'optique de l'organisation de la Coupe d'Afrique des nations 1998. Ces travaux de mise aux normes concernent notamment la tribune de presse et le tableau d'affichage. Ils ont un coût de 800 millions de Francs CFA. 
IL a été fermé par la FIFA pour non-conformité depuis 2020 d'où les travaux continue. Son ouverture est prévue en mars 2023.

## Structures et équipements
Le stade a une capacité de 35 000 places et possède une piste d'athlétisme. Il n'est plus aux normes FIFA depuis 2020. Il comprend également en son sein des salles de sport, des bureaux et des salles de conférences. 

## Utilisations
Le stade du 4-Août est principalement utilisé par le club de football de l'Étoile Filante de Ouagadougou et par l'équipe du Burkina Faso de football lorsque celle-ci joue à domicile. En 1998, il accueille la finale de la 21e édition de la coupe d'Afrique des nations. Le championnat d'Afrique de rugby 2010 se déroule également dans son enceinte. 
Le stade est également utilisé pour des manifestations politiques et des concerts.